# Golden (musikalbum)
Golden är den australiska sångerskan Kylie Minogues fjortonde studioalbum, utgivet den 6 april 2018.

## Låtlista
| 1.           | Dancing                                          | Kylie Minogue, Nathan Chapman, Steve McEwan       | 2:58  |
| 2.           | Stop Me from Falling                             | Minogue, Adams, McEwan, Danny Shah                | 3:01  |
| 3.           | Golden                                           | Minogue, Lindsay Rimes, Liz Rose, McEwan          | 3:07  |
| 4.           | A Lifetime to Repair                             | Minogue, Adams, Shah, Kiris Houston               | 3:19  |
| 5.           | Sincerely Yours                                  | Minogue, Jesse Frasure, Amy Wadge                 | 3:28  |
| 6.           | One Last Kiss                                    | Minogue, Ash Howes, Richard Stannard, Seton Daunt | 3:41  |
| 7.           | Live a Little                                    | Minogue, Adams, Shah                              | 3:07  |
| 8.           | Shelby '68                                       | Minogue, Howes, Stannard, Daunt                   | 3:35  |
| 9.           | Radio On                                         | Minogue, Wadge, Jonathan Green                    | 3:42  |
| 10.          | Love                                             | Minogue, McEwan, Adams                            | 2:52  |
| 11.          | Raining Glitter                                  | Minogue, Alex Smith, Mark Taylor, Francis White   | 3:33  |
| 12.          | Music's Too Sad Without You (med Jack Savoretti) | Minogue, Savoretti, Samuel Dixon                  | 4:09  |
| Total längd: | Total längd:                                     | Total längd:                                      | 40:33 |